# Habitatge de la plaça de Sant Jaume, 9-10 (Tortosa)
L'Habitatge de la plaça de Sant Jaume, 9-10 és una obra del municipi de Tortosa (Baix Ebre) inclosa en l'Inventari del Patrimoni Arquitectònic de Catalunya.

## Descripció
Es tracta d'habitatges entre mitgeres, fixats per representar el tipus de construcció més comuna a la plaça. La núm. 9 té planta, tres pisos i terrat. A nivell de planta hi ha la porta d'accés als pisos i habitacle a on s'hi ubicà una fusteria. En el 1r pis s'inscriu, a façana, un doble balcó amb reixa de treball comú, mentre que els altres dos pisos els balcons són de pedra i d'un sol cos i una finestra petita al costat; el terrat està coronada per una cornisa simple, motllurada i sobre barana del terrat, de ferro sense treballar. El parament és de pedra a la planta i arrebossat simulant carreu, al primer, restant les altres pintades d'un color groguenc. El núm. 10 consta de planta, entresòl i dos pisos. La planta té també dues portes a la planta, en l'entresòl hi ha un balcó ampitador de base convexa i a la resta de pisos s'obren balcons de base de ferro però amb manises totalment llises i blanques. No té terrat i la teulada té a façana un petit voladís sostingut per les mateixes bigues de fusta, amb els caps sense treballar. El parament és de carreus d'arenisca a la planta i arrebossat sense pintar a la resta.

## Història
La plaça es troba en el sector central del barri de Sant Jaume, part del barri jueu medieval de la ciutat. Antigament l'espai que ara ocupa corresponia a l'església de St. Jaume, enderrocada, i vora d'ella la muralla s'obria al riu pel portal del mateix nom.